# Juseptycze
Juseptycze (ukr. Йосиповичі) – wieś na Ukrainie, w rejonie stryjskim obwodu lwowskiego. Wieś liczy 956 mieszkańców.
W II Rzeczypospolitej do 1934 samodzielna gmina jednostkowa. Następnie należała do zbiorowej wiejskiej gminy Daszawa w powiecie stryjskim w woj. stanisławowskiem. Po wojnie wieś weszła w struktury administracyjne Związku Radzieckiego.